# Fanūd
Fanūd (persiska: فنود) är en ort i Iran.   Den ligger i provinsen Khorasan, i den östra delen av landet, 800 km öster om huvudstaden Teheran. Fanūd ligger 2 064 meter över havet och antalet invånare är 327.
Terrängen runt Fanūd är kuperad åt sydväst, men åt nordost är den platt. Runt Fanūd är det glesbefolkat, med 12 invånare per kvadratkilometer. Närmaste större samhälle är Khorāshād, 13,6 km nordväst om Fanūd. Trakten runt Fanūd är ofruktbar med lite eller ingen växtlighet.